# Gare de Laucourt
La gare de Laucourt est une gare ferroviaire fermée de la ligne de Saint-Just-en-Chaussée à Douai, située sur le territoire de la commune de Laucourt, dans le département de Somme, en région Hauts-de-France.

## Situation ferroviaire
Établie à 82 mètres d'altitude, la gare de Laucourt est située au point kilométrique (PK) 115,273 de la ligne de Saint-Just-en-Chaussée à Douai, entre les gares de Dancourt et de Roye-Faubourg-Saint-Gilles.

## Histoire
La ligne est fermée au trafic voyageurs ; il subsiste l'ancienne maison de garde-barrière, mais le reste est détruit.